# Abrardia
Abrardia es un género de foraminífero bentónico de la subfamilia Dictyoconinae, de la familia Orbitolinidae, de la superfamilia Orbitolinoidea, del suborden Orbitolinina y del orden Loftusiida. Su especie tipo es Dictyoconus mosae. Su rango cronoestratigráfico abarca desde el Campaniense hasta el Maastrichtiense (Cretácico superior).

## Discusión
Clasificaciones previas incluían Abrardia en el suborden Textulariina del orden Textulariida o en el orden Lituolida.

## Clasificación
Abrardia incluye a las siguientes especies:
- Abrardia catalaunica †
- Abrardia mosae †